# Buena Vista de Cuauhtémoc
Buena Vista de Cuauhtémoc är en ort i Mexiko.   Den ligger i kommunen San Sebastián Tlacotepec och delstaten Puebla, i den sydöstra delen av landet, 270 km sydost om huvudstaden Mexico City. Buena Vista de Cuauhtémoc ligger 1 193 meter över havet och antalet invånare är 528.
Terrängen runt Buena Vista de Cuauhtémoc är huvudsakligen bergig, men åt sydost är den kuperad. Runt Buena Vista de Cuauhtémoc är det ganska tätbefolkat, med 139 invånare per kvadratkilometer. Närmaste större samhälle är Huitzmaloc, 19,2 km nordväst om Buena Vista de Cuauhtémoc. I omgivningarna runt Buena Vista de Cuauhtémoc växer i huvudsak städsegrön lövskog.